# Olga Fomina
Olga Igorevna Fomina (ryska: Ольга Игоревна Фомина), ogift Tjernojvanenko (Черноиваненко), född 17 april 1989 i Samara, är en rysk handbollsspelare (högersexa).

## Klubbkarriär
Fomina spelade från 2003 i den ryska klubben GK Lada. Med ungdomslaget vann hon flera ryska mästerskapstitlar. Från 2006 fanns högersexan med i damlagets trupp. Tillsammans med Lada vann hon det ryska mästerskapet 2008. På europeisk nivå nådde Fomina finalen i Champions League 2007 och vann EHF-cupen 2012 och 2014 med Lada. Sommaren 2014 flyttade hon till den makedonska klubben ŽRK Vardar. Med Vardar vann hon makedonska mästerskapet 2015 och 2016 och makedonska cupen 2015 och 2016. 2016 skrev hon på ett kontrakt med  ryska klubben GK Rostov-Don. Med Rostov vann hon EHF-cupen och ryska mästerskapet 2017. Sommaren 2017 lämnade hon Rostov-Don. Fomina födde sedan barn och efter två säsonger började hon åter spela för GK Lada i början av 2019, där hon fortsatt spelar.

## Landslagskarriär
Fomina har tillhört truppen i det ryska landslaget till och från genom åren. Hon spelade för Ryssland redan i handbolls-EM 2010 och även i VM 2011. Hon deltog sedan också vid OS 2012 i London, men var sedan borta ur landslaget under mästerskapen i flera års tid.  Vid VM 2019 återkom hon och vann hon en bronsmedalj med det ryska laget. 2020 blev hon femma i EM. Främsta internationella meriten med ryska landslaget vann hon i OS 2020 i Tokyo. Innan OS 2020 hade hon spelat 140 landskamper och gjort 294 mål i ryska landslaget.